# 2-й Балтийский переулок
Второ́й Балти́йский переу́лок (название с 24 октября 1958 года) — переулок в Северном административном округе города Москвы на территории района Аэропорт.

## История
Переулок получил своё название 24 октября 1958 года по расположению вблизи Балтийской улицы, в свою очередь получившей название по посёлку железнодорожников Белорусско-Балтийской железной дороги (ныне Рижское направление Московской железной дороги).

## Расположение
2-й Балтийский переулок проходит от улицы Усиевича на северо-восток до Часовой улицы. Нумерация домов начинается от улицы Усиевича.

## Примечательные здания и сооружения
По нечётной стороне:
- д. 3 — Московский институт развития образования;
- д. 3а — Московский открытый социальный университет.

## Транспорт

### Наземный транспорт
По 2-му Балтийскому переулку не проходят маршруты наземного общественного транспорта. У юго-западного конца переулка, на улице Усиевича, расположена остановка «2-й Балтийский переулок» автобусов № 105к, 110, у северо-восточного, на Часовой улице, — остановка «Университет путей сообщения» автобусов № 105, 105к, 110.

### Метро
- Станция метро «Сокол» Замоскворецкой линии — юго-западнее переулка, на Ленинградском проспекте.

### Железнодорожный транспорт
- Платформа Красный Балтиец (в границах станции Подмосковная) Рижского направления Московской железной дороги — севернее переулка, между улицей Космонавта Волкова и 2-м Амбулаторным проездом.